# Gino Gagliardelli
Gino Gagliardelli (Castelvetro di Modena, 17 dicembre 1946) è un ex calciatore italiano, di ruolo centrocampista.

## Carriera
Ha disputato otto campionati di Serie B con la maglie di Palermo e Taranto, per complessive 106 presenze e 6 reti tra i cadetti.

## Palmarès

### Club

#### Competizioni nazionali
- Campionato italiano Serie C: 1

Taranto: 1968-1969 (girone C)